# Glauco (sommergibile 1935)
Il Glauco è stato un sommergibile della Regia Marina.

## Storia
Fu assegnato al IV Gruppo sommergibili di Taranto. Partecipò clandestinamente alla guerra di Spagna con due missioni svolte fra il dicembre 1936 e l'agosto 1937; la seconda fu interrotta perché ben 27 membri dell'equipaggio erano rimasti intossicati per una perdita di cloruro di metile. 
Nel settembre 1938 operò in Mar Rosso, con base a Massaua, per testarne le prestazioni in acque calde, compiendo una crociera al largo della Somalia dal 29 dicembre 1938 al 24 gennaio 1939 insieme al sommergibile Perla; tornò comunque in Mediterraneo nell'ottobre 1939. 
Già a inizio guerra si progettava di inviarlo ad operare in Atlantico. Sarebbe dovuto partire nei primi giorni di giugno, ma la missione fu annullata perché l'attraversamento dello stretto di Gibilterra era previsto in superficie e, con la luna nuova, sarebbe stato facilmente avvistabile. 
Il 26 giugno 1940, mentre si trovava ad ovest di Capo Carbon (ove era da tre giorni) al comando del c.f. Candido Corvetti lanciò infruttuosamente due siluri contro il piroscafo inglese Baron Erskine (3657 tsl), che procedeva alla volta di Gibilterra con la scorta di un'unità minore; il Glauco aprì allora il fuoco col cannone colpendo e danneggiando la nave, che però si allontanò aiutata anche dal mare mosso che complicava il tiro. 
Dopo quattro infruttuose missioni mediterranee (con un totale di 2634 miglia nautiche percorse in superficie e 351 in immersione) si decise di inviarlo in Atlantico: dopo un rinvio per un guasto verificatosi poco dopo la partenza salpò da Napoli il 26 settembre 1940 (al comando del capitano di fregata Giuseppe Mellina), passò lo stretto di Gibilterra il 2 ottobre (sprofondando sino a oltre 120 metri a causa delle correnti) e l'indomani, al largo delle Azzorre, attaccò tre navi identificate come cacciatorpediniere con il lancio di tre siluri contro una di esse (il comandante del Glauco ritenne di averla colpita, ma non ci sono conferme). Il 7 ottobre avvistò un convoglio di 18 navi con rotta verso nord-nordovest e poi un secondo di 12 unità, dirette a nordest; cercò di inseguire un convoglio senza riuscirci a causa di guasti ai motori, che riducevano la velocità ad appena 7, 5 nodi. Il 22 del mese giunse infine a Bordeaux, sede della base italiana di Betasom, senza aver affondato alcuna nave nemica. 
Per aver inseguito il convoglio solo per un certo periodo di tempo, e per aver lanciato il segnale di scoperta sei ore dopo l'avvistamento, il comandante Mellina fu duramente criticato dal comandante di Betasom, ammiraglio Parona, e poi sollevato dal comando del sommergibile.
Il 23 dicembre 1940, il sommergibile, ora al comando del T.V. Luigi Baroni, partì da Bordeaux per la seconda missione atlantica, da effettuarsi a ovest della Scozia. Il 9 gennaio 1941 lanciò un siluro contro un mercantile da 3900 tsl, mancandolo; si accese poi un duro scontro d'artiglieria fra la nave ed il Glauco, in seguito al quale il s.t.v. Carlo Marenco di Moriondo (ufficiale alle armi del Glauco) rimase ferito e morì poi spinto in mare da un'onda (alla sua memoria fu conferita la Medaglia d'oro al valor militare), mentre il trasporto, sebbene danneggiato, riuscì ad allontanarsi perché più veloce. Il sommergibile rientrò poi a Bordeaux senza aver concluso nulla. 
Il 27 gennaio il Glauco partì per la terza missione atlantica, al largo di Porto; il 14 aprile fu però rilevato da tre cacciasommergibili che lo bombardarono con 130 cariche di profondità, danneggiandolo al punto da obbligarlo a rientrare alla base (il sommergibile arrivò a Betasom il 22 aprile 1941). 
Il 24 giugno 1941 il Glauco, terminate le riparazioni, lasciò Bordeaux per rientrare in Mediterraneo, ma tre giorni dopo fu individuato dal cacciatorpediniere HMS Wishart mentre passava lo stretto di Gibilterra e sottoposto a caccia con bombe di profondità sino a dover emergere per i danni; cannoneggiato con la morte di otto uomini (un ufficiale, tre sottufficiali e e 4 fra sottufficiali e marinai) il Glauco si autoaffondò circa 330 miglia ad ovest di Capo Spartel. Il resto dell'equipaggio fu recuperato (e fatto prigioniero) dagli inglesi.

## Motto
Il nome Glauco era stato precedentemente assegnata ad un battello varato nel 1905 che aveva preso parte al primo conflitto mondiale. I due sommergibili avevano in comune anche lo stesso motto, Gloria Audaciae Comes che nella Marina Militare sarebbe stato attribuito al cacciatorpediniere lanciamissili Audace.